# Morwell
Morwell é uma cidade no estado de Vitória na Austrália. Em 2016 tinha uma população de 13.771 habitantes.